# Марчано (Напуљ)
Марчано је насеље у Италији у округу Напуљ, региону Кампанија.
Према процени из 2011. у насељу је живело 191 становника. Насеље се налази на надморској висини од 115 м.